# Oranjestein
Oranjestein is een particuliere buitenplaats van circa 28 ha in Parkgebied Oranjewoud nabij Heerenveen in de Nederlandse provincie Friesland.
Oranjestein is de voormalige rentmeesterswoning van het Paleis Oranjewoud van de Friese Nassaus. 

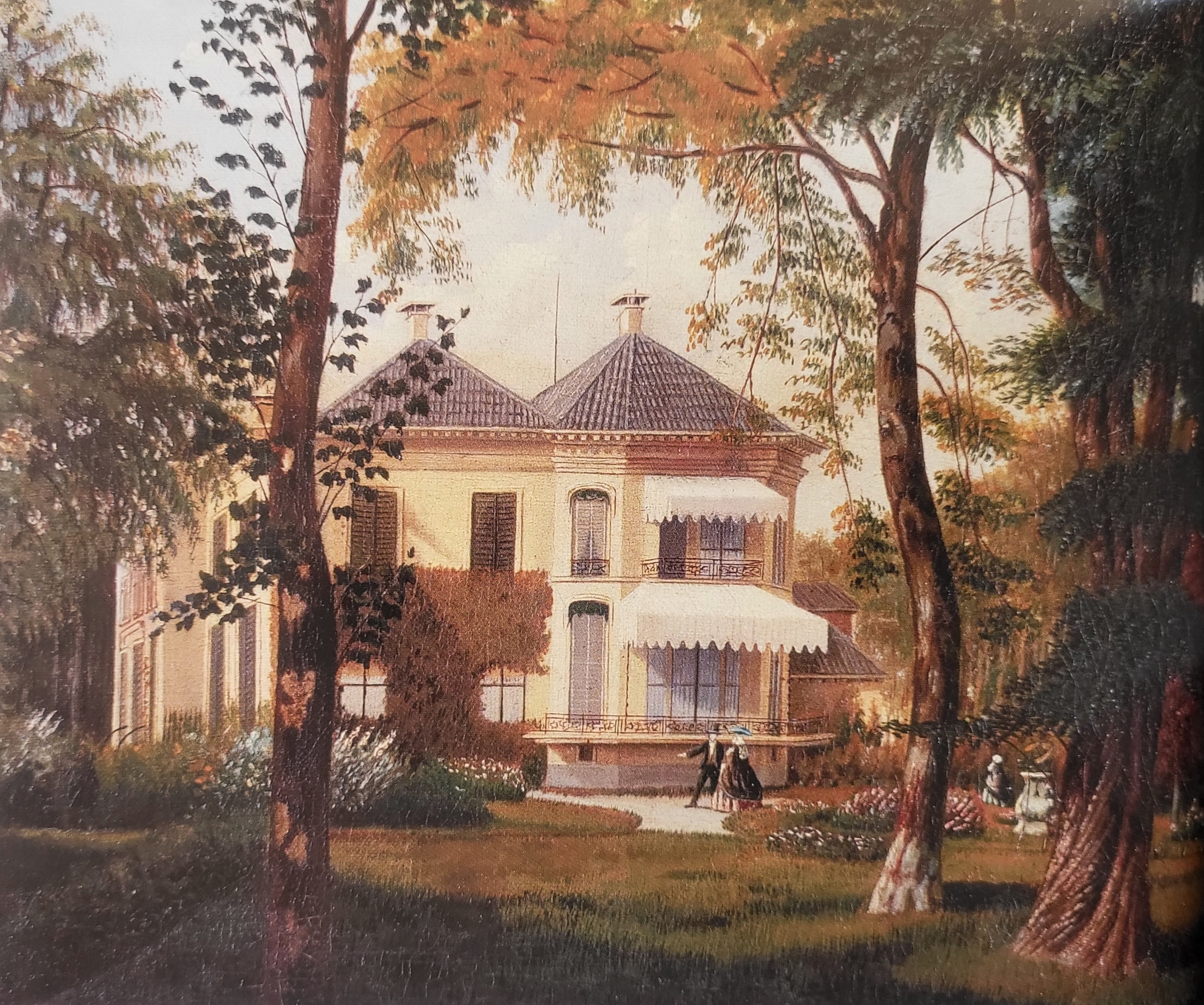
Oranjestein rond 1896

 In 1820 werd de woning gekocht door de koopman Pieter Cats, die het huis ingrijpend liet verbouwen. Spoedig daarna werd bij het huis een landschapspark aangelegd door de tuinarchitect Lucas Pieters Roodbaard (1782-1851). Roodbaard introduceerde in Nederland een nieuwe stijl van parkaanleg. Hij brak met de traditie van de aanleg van rechtlijnige, mathematische geconstrueerde tuinen.
De buitenplaats is de enige nog bestaande particuliere buitenplaats van aanzienlijke omvang, (circa 28 hectare) in het boscomplex bij Heerenveen. Het terrein waarop de huidige buitenplaats is gesitueerd bestond uit drie percelen hakhoutbos en een perceel weiland, die door rechte lanen van elkaar waren gescheiden en door dwarslanen met elkaar verbonden waren.
De tuinen en parken van Roodbaard worden gekenmerkt door het gebruik van slingerpaden en niervormige vijvers in een geaccidenteerd terrein.
De schoonzoon van Pieter Cats, Johannes Bieruma Oosting, diens zoon Jan en kleinzoon Johan breidden het park verder uit. Ook de woning werd enige keren ingrijpend verbouwd. Na het overlijden van Agatha Vicoria Bieruma Oosting in 1968 erfde jkvr. Agatha Victoria de Beaufort-van Sminia (1929-2019) de buitenplaats. In 2007 vond er een omvangrijke renovatie van de woning plaats. 
In 2022 is het landgoed door de familie De Beaufort aan stichting Stinze-Stiens verkocht, die het huis en de tuin als erfgoed willen behouden. Het park is rond de zomer op zondagen te bezoeken.
De buitenplaats Oranjestein werd als complex (waaronder onder andere het huis, de oranjerie, dienstwoningen, ijskelder en parkaanleg) op 28 juli 2003 als rijksmonument ingeschreven in het monumentenregister.